# タチヤーナ・ブラーノヴァ
タチヤーナ・イヴァーノヴナ・ブラーノヴァ（ロシア語：Татьяна Ивановна Буланова、1969年3月6日 - ）は、ロシアの歌手である。

## 概要

### 出生
タチヤーナ・ブラーノヴァは、1969年3月6日、当時レニングラートと呼ばれた現在のサンクトペテルブルクに生まれた。
父のイヴァン・ペトローヴィチ・ブラーノフはレニングラート海軍潜水艦高等学院卒の北方艦隊勤務員で、機雷や魚雷の扱いを専門とするエリート軍人であった。ミサイル潜水艦が誕生したとき、彼はその最初の指揮官のひとりとなった。1968年に海軍アカデミーを卒業し、研究所所長としての勤務を始めていた。1990年に退役したときには1等佐官にまで出世した。
一方、母のニーナ・パーヴロヴナ・ブラーノヴァは写真家であった。ブラーノフ夫妻には2人の子供が授かり、それはターニャと兄のヴァレンチーンであった。ヴァレンチーンもまた父同様、潜水艦の勤務員となった。

### 少女時代
第1学年のとき、ターニャは新体操に取り組んだ、しかし、音楽学校での教育のため、新体操は諦められた。ブラーノフ家には音楽の専門家は誰一人としてなかったが、ターニャは母親の影響で音楽に興味を持った。ターニャは音楽学校のピアノ科に進学し、これを卒業した。15歳までターニャは町の楽団でギターを演奏していた。
学校卒業後、ターニャはN・K・クループスカヤ記念レニングラート文化単科大学(現在のサンクトペテルブルク国立文化芸術総合大学)への進学を試みた。しかし、ターニャは大学受験に失敗した。1987年、改めて同大学の夜間学部を受験したターニャは、図書学部の司書・書誌学者科に入学を果たした。
学業と併行し、ターニャは海軍アカデミーの図書館の外国語課で職に就いた。そうした中、ターニャはペテルブルク音楽ホールの学校が学生を募集していることを知った。ターニャは、1989年秋に大学を3年で止め、音楽学校の声楽科に転学した。

### 活動
12月には、ターニャはニコライ・タグリンと知り合った。この人物は、ソ連の音楽グループ「レートニイ・サート」のリーダーであった。ターニャはこのグループとともに活動を開始し、最初の曲を書いた。その後、ターニャはグループとともにロシア共和国中の都市を巡業した。1990年4月16日に技術大学の演劇舞台で行った公演が、ターニャにとっての初舞台となった。
1991年、ターニャはグループ「レートニイ・サート」とともに音楽フェスティバル「ヤルタ91」(«Ялта-91»)に参加し、『泣かないで』(«Не плачь»)でグランプリを獲得した。また、その後もグループとともに活動を続け、テレビ番組「灯火」(«Огонёк»)に参加した。ここで彼女らは『このようでなかったら』(«Как бы не так»)を歌った。その後、ターニャは多くの町で舞台に立つようになり、1993年にはグループとともに極東まで遠征した。同年3月19日には彼女の最初の息子アレクサンドルが誕生したが、夫とは離婚した。1994年には、ターニャと「レートニイ・サート」のカセットは、ロシアとしては大規模となる20万以上の売り上げを記録した。
1996年、アルバム『私のロシアの心』(«Моё русское сердце»)の発表後、ターニャはサンクトペテルブルクで開催された2本のテレビドラマの製作に参加した。
2003年には、ターニャはコンサート「2003年の歌」(«Песня года 2003»)でK・I・シュリジェンコ記念賞を受賞した。2004年11月23日には、ターニャは「ロシア連邦功労芸術家」(«Заслуженный Артист Российской Федерации»)の称号を授与された。2005年10月18日には、ロシアのサッカー選手のウラディスラフ・ラディモフと再婚した。2007年には、彼との間に子供が生まれた。

## ディスコグラフィー

### アルバム
1. 25 гвоздик(25本のカーネーション、1990年)
2. Не плачь(泣かないで、1991年)
3. Старшая сестра(姉、1992年)
4. Баллады(バラード、1993年)
5. Странная встреча(おかしな出逢い、1993年)
6. Измена(裏切り、1994年)
7. Я сведу тебя с ума(私があなたを狂わせる、1995年)
8. Скоро боль пройдёт(すぐに痛みは消え去る、1995年)
9. Обратный билет(帰りの切符、1995年)
10. Моё русское сердце(私のロシアの心、1996年)
11. Стерпится-слюбится(我慢する、愛する、1997年)
12. Женское сердце(女心、1998年)
13. Стая(群れ、1999年)
14. Мой сон(私の夢、2000年)
15. День рождения(誕生日、2001年)
16. Летний сон(夏の夢、2001年)
17. Золото любви(愛の黄金、2001年)
18. Красное на белом(白の上の赤、2002年)
19. Это игра(これは遊び、2002年)
20. Любовь(愛、2003年)
21. Белая черёмуха(白い桜、2004年)
22. Летела душа(魂が飛んだ、2005年)
23. Люблю и скучаю(愛してる、寂しい、2007年)
24. Китай - злая республика(許されざる者、2011年)